# 拉沙佩勒-欧菲尔斯梅昂
拉沙佩勒-欧菲尔斯梅昂（法語：La Chapelle-aux-Filtzméens）是法国伊勒-维莱讷省的一个市镇，位于该省西北部，属于圣马洛区。该市镇总面积6.36平方公里，2009年时的人口为726人。

## 人口
拉沙佩勒-欧菲尔斯梅昂人口变化图示